# Chrysomerophyceae
Classe
Les Chrysomerophyceae sont une classe monotypique d’algues de l’embranchement des Ochrophyta.

## Liste des ordres
Selon AlgaeBase (12 août 2017) et World Register of Marine Species (12 août 2017) :
- ordre des Chrysomeridales C.J.O'Kelly & C.Billard ex H.R.Preisig